# Distretto di Shang'ombo
Il distretto di Shang'ombo è un distretto dello Zambia, parte della Provincia Occidentale.
Il distretto comprende 14 ward:
- Beshe
- Kalongola
- Kaunga Mashi
- Keyana
- Mambolomoka
- Mbeta
- Mulamba
- Mulonga
- Mutomena
- Nalwashi
- Sikabenga
- Simu
- Sioma
- Sipuma